# IBM 5x86C

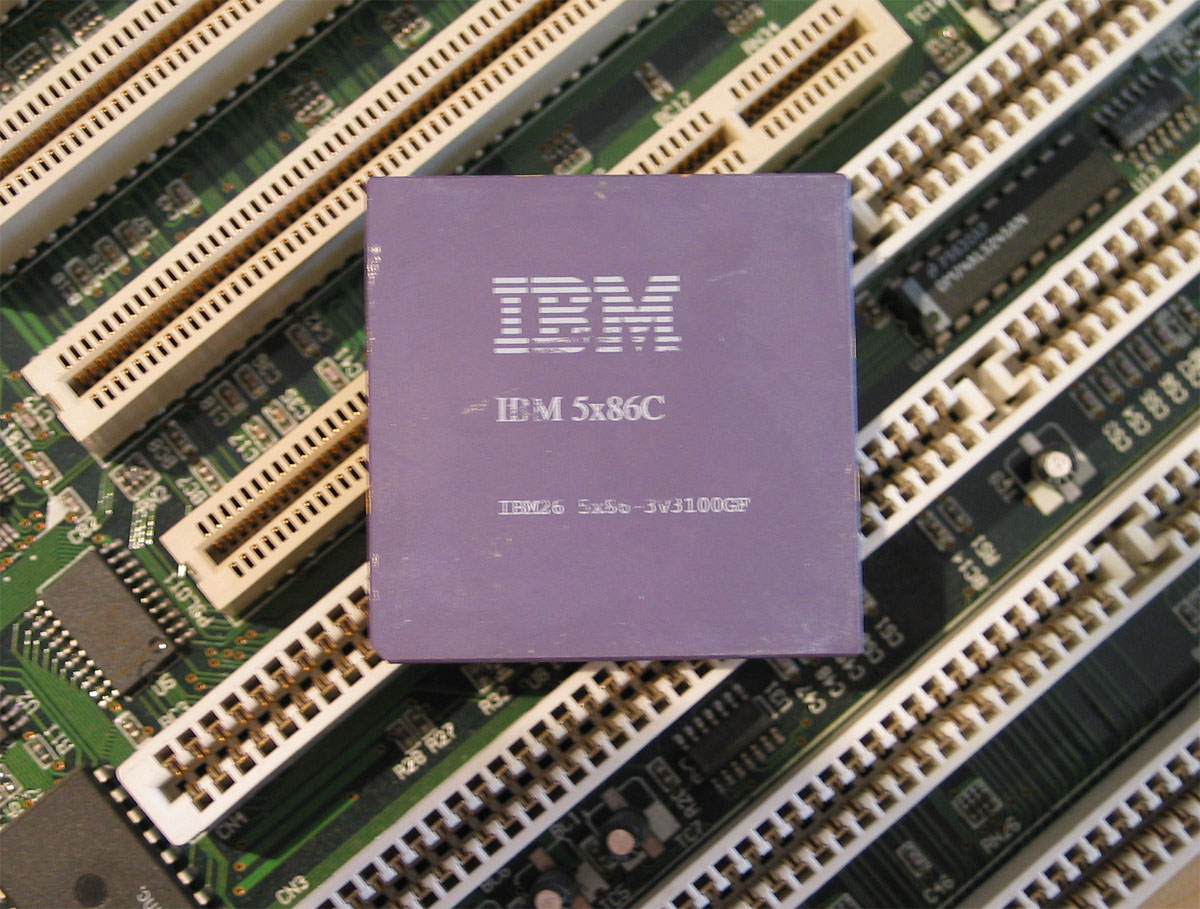
Vi xử lý IBM 5x86C

IBM 5x86C là một sản phẩm mang nhãn hiệu của IBM và sản xuất lại theo thiết kế Cyrix dựa trên CPU Cyrix Cx5x86.
Các phiên bản trước của bộ xử lý x86 IBM: IBM 386SLC và IBM 486SLC dựa trên thiết kế của Intel, không phải là Cyrix.

## Đặc tính
- iDX4WB pinout, 168 pins
- Socket 3
- 2.0 transistor trên diện tích 0.65 µm
- 144 mm² die
- Sử dụng điện thế 3.3 volt
- 16 kibibyte bộ nhớ đệm bậc nhất